# 湖大區區旗
湖大區區旗是智利湖大區的官方旗幟。該旗幟於2013年由大區政府採用。區旗由水平排列的綠、藍色雙色組成，上有四顆星（排列為南十字星形狀），代表湖大區的四個省份（奧索爾諾省、延基韋省、奇洛埃省和帕萊納省）。